# Премія YUNA найкращому композитору
«YUNA» — щорічна українська щорічна національна професійна музична премія, заснована у 2011 році. Премія найкращому композитору — колишня нагорода, що вручалася з найпершої церемонії вручення, на якій вшановувалися досягнення у музиці за 1991—2011 роки, до 4 церемонії вручення, на якій вшановувалися досягнення у музиці за 2014 рік. Рекордсменом за кількістю нагород у цій номінації є Костянтин Меладзе, який перемагав тричі.

## 1991—2020

### 1991–2011
- Костянтин Меладзе[1]
  - Ірина Білик
  - Олег Скрипка
  - Руслан Квінта
  - Святослав Вакарчук

### 2012
- Костянтин Меладзе[2]
  - Іван Дорн
  - Влад Дарвін
  - Руслан Квінта
  - Святослав Вакарчук

### 2013
- Святослав Вакарчук[3]
  - Потап
  - Влад Дарвін
  - Дмитро Шуров
  - MONATIK

### 2014
- Костянтин Меладзе[4]
  - Потап
  - Руслан Квінта
  - Іван Дорн
  - Юлія Саніна / Валерій Бебко